# Landkreis Pogegen
Der Kreis Pogegen war von 1920 bis 1939 ein Verwaltungsbezirk im Memelland bzw. in Litauen sowie vom 22. März 1939 bis zum 30. September 1939 ein Landkreis im Regierungsbezirk Gumbinnen der Provinz Ostpreußen.

## Geographie
Das Kreisgebiet umfasste die nördlich der Memel gelegenen, 1920 vom Deutschen Reich abgetrennten Teile des Landkreises Tilsit und des Kreises Ragnit mit einer Gesamtfläche von ca. 940 km².
Die Kreisstadt Pogegen/Pagėgiai gehört heute zu Litauen und hat etwa 2.200 Einwohner. Der Name po-gegis deutet auf die Lage am Fluss Gege bzw. Jäge hin und beschreibt einen Hain aus Erlenwäldern, Heuwiesen und Äckern, die der Fluss durchzieht. Die Gemeinde Pagėgiai (Pagėgių savivaldybė) hat knapp 12.000 Einwohner (2006).

## Geschichte

### Memelgebiet
Am 10. Januar 1920 trat der Versailler Vertrag in Kraft. Dadurch wurden die nördlich der Memel gelegenen Teile der Kreise Ragnit und Tilsit sowie der kreisfreien Stadt Tilsit an das Memelgebiet abgetreten. Diese beiden Kreisteile wurden am 27. Januar 1920 zum neuen Kreis Pogegen zusammengefasst. Aus dem nördlich der Memel gelegenen Teil der Stadt Tilsit wurde am 8. März 1920 die neue Landgemeinde Panemunė (Übermemel) gebildet.
Der Kreis wurde anfänglich von Tilsit (südlich der Memel) aus verwaltet. Zum 5. Oktober 1920 zog die Kreisverwaltung in das neu errichtete Landratsamt in Pogegen. Litauen besetzte das Memelland 1923. Diese Annexion fand 1924 völkerrechtliche Anerkennung. In Litauen bildete der Kreis den Verwaltungsbezirk Pagėgių apskritis.

### Deutsches Reich
Am 22. März 1939 kam das Memelgebiet und damit auch der Kreis Pogegen infolge des Deutschen Ultimatums an Litauen zurück ans Deutschen Reich. Er wurde in den Regierungsbezirk Gumbinnen in der Provinz Ostpreußen eingegliedert.
Zum 1. Oktober 1939 wurde der Kreis Pogegen aufgelöst:
- Der Hauptteil des Kreises Pogegen wurde mit dem Kreis Tilsit-Ragnit vereinigt.
- Die Gemeinden Akmonischken, Alt Stremehnen, Altweide, Augskieken, Bersteningken, Coadjuthen, Galsdon-Joneiten, Heydeberg, Kaßemecken, Kawohlen, Mädewald, Matzstubbern, Medischkehmen, Meischlauken, Pageldienen, Pakamonen, Passon-Reisgen, Peteraten, Plaschken, Pleine, Rucken, Schlaunen, Skerswethen, Steppon-Rödßen, Stonischken, Szameitkehmen, Ußpelken und Wersmeningken wurden in den Kreis Heydekrug eingegliedert.
- Die Gemeinde Übermemel wurde wieder Teil des Stadtkreises Tilsit.

## Landräte
- 1920–192100Hardenberg (kommissarisch)
- 19210000000Brackmann (kommissarisch)
- 19210000000Kucklick (kommissarisch)
- 1921–192400Arno Schulz
- 19240000000Korsetz (kommissarisch)
- 1924–192600Vongehr
- 1926–193900Heinrich von Schlenther[1]
- 19390000000Fritz Brix (kommissarisch)

## Einwohnerentwicklung
| Jahr | Einwohner | Quelle |
| ---- | --------- | ------ |
| 1924 | 38.613    |        |
| 1925 | 38.987    |        |
| 1938 | 42.138    |        |

## Kommunalverfassung
Der Kreis Pogegen gliederte sich in Landgemeinden und – bis zu deren nahezu vollständigen Wegfall – Gutsbezirke. Die Entwicklung, die in den 1920er- und 1930er-Jahren in Preußen stattgefunden hatte, wurde nach der Rückgliederung am 1. Mai 1939 vorgenommen. Zu diesem Zeitpunkt wurde die im Deutschen Reich bereits längere Zeit gültige Deutsche Gemeindeordnung vom 30. Januar 1935 eingeführt, wonach die bisherigen Landgemeinden nun als Gemeinden bezeichnet wurden. Am gleichen Tage fand eine Gebietsreform statt, bei der nahezu alle Gutsbezirke aufgelöst und benachbarten Gemeinden zugeteilt wurden; ferner wurde die Zahl der Gemeinden durch Zusammenlegungen erheblich verringert. Auch die Zusammenfassung der Gemeinden in Amtsbezirke änderte sich.

## Gemeinden
Während der Zugehörigkeit zum Deutschen Reich im Jahre 1939 umfasste der Kreis Pogegen 95 Landgemeinden:
- Absteinen
- Ackmonischken
- Alt Stremehnen
- Altweide
- Annuschen
- Augsgirren
- Augskieken
- Baltupönen
- Barsuhnen
- Baubeln
- Bersteningken
- Birstonischken
- Bittehnen
- Bojehnen
- Coadjuthen
- Cullmen-Jennen
- Cullmen-Wiedutaten
- Dingken
- Eistrawischken
- Galsdon-Joneiten
- Gillanden
- Gillandwirßen
- Größpelken
- Gudden
- Heydeberg
- Jonikaten
- Kallehnen
- Kallwehlen
- Kampspowilken
- Kaßemeken
- Kawohlen
- Kellerischken
- Kerkutwethen
- Krakischken
- Krakonischken
- Kreywöhnen
- Lasdehnen
- Laugßargen
- Lompönen
- Mädewald
- Mantwillaten
- Matzstubbern
- Medischkehmen
- Meischlauken
- Mikut-Krauleiden
- Motzischken
- Nattkischken
- Neppertlauken
- Pageldienen
- Pagulbinnen
- Pakamonen
- Passon-Reisgen
- Pellehnen
- Peteraten
- Piktupönen
- Plaschken
- Plauschwarren
- Pleine
- Pogegen
- Powilken
- Prussellen
- Robkojen
- Rucken
- Schäcken
- Schäferei Naußeden
- Schillgallen
- Schlaunen
- Schleppen
- Schmalleningken
- Schreitlaugken
- Schudienen
- Schustern
- Skerswethen
- Sokaiten
- Steppon-Rödßen
- Stonischken
- Stumbragirren
- Szagmanten
- Szameitkehmen
- Szillutten
- Szugken
- Thomuscheiten
- Timstern
- Trakeningken
- Übermemel
- Ußballen
- Ußkullmen
- Ußpelken
- Wartulischken
- Wersmeningken
- Weßeningken
- Willkischken
- Winge
- Wischwill
- Wittgirren

Daneben bestanden die beiden gemeindefreien Gutsbezirke Forst Schmalleningken und Forst Wischwill.